# Epidendrum succulentum
Epidendrum succulentum är en orkidéart som beskrevs av Eric Hágsater. Epidendrum succulentum ingår i släktet Epidendrum och familjen orkidéer. Inga underarter finns listade i Catalogue of Life.